# Kaiserstraße 102 (Mönchengladbach)

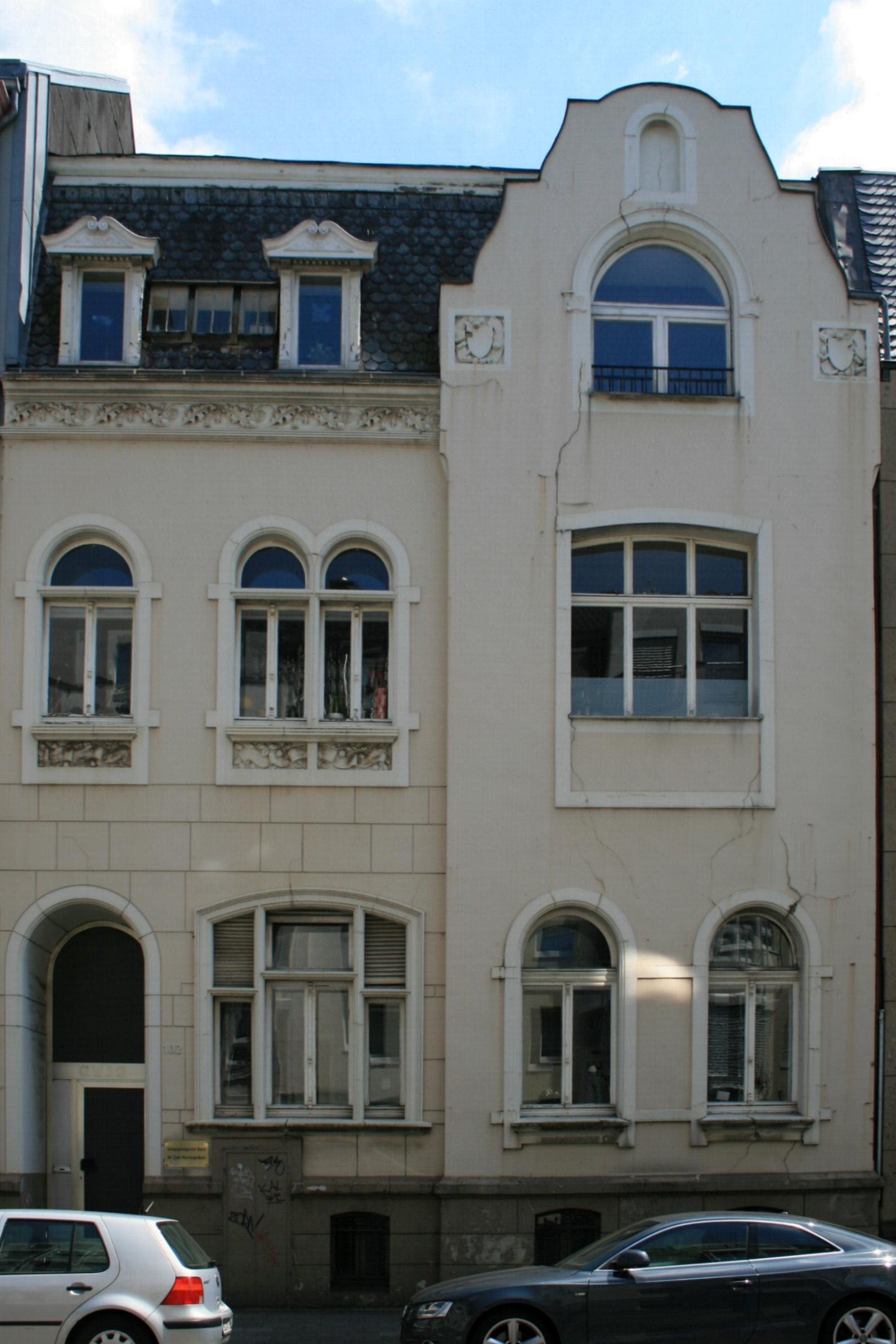
Wohnhaus Kaiserstraße 102 (2010)

Das Wohnhaus Kaiserstraße 102 steht in Mönchengladbach (Nordrhein-Westfalen).
Das Gebäude wurde 1905 erbaut. Es wurde unter Nr. K 061 am 27. Februar 1991 in die Denkmalliste der Stadt Mönchengladbach eingetragen.

## Lage
Das gegen 1905 errichtete Gebäude befindet sich als Teil eines historischen Ensembles im unteren, zwischen Sittard- und Schillerstraße gelegenen Teilbereich der Kaiserstraße. Zusammen mit der Regentenstraße war die Kaiserstraße eine Verbindungsstraße zwischen den alten Ortskernen Mönchengladbachs und Eickens.

## Architektur
Es handelt sich um ein traufständiges, zweigeschossiges, differenziert-mehrachsiges Wohnhaus mit Mansarddach.